# Karel II van Baden-Durlach
Karel II van Baden-Durlach bijgenaamd Karel met de Tas (Pforzheim, 24 juli 1529 – Durlach, 23 maart 1577) was van 1553 tot 1577 markgraaf van Baden-Durlach. Hij behoorde tot het huis Baden.

## Levensloop

### Vroege jaren
Karel II was de zoon van markgraaf Ernst van Baden-Durlach en diens tweede echtgenote Ursula van Rosenfeld. Omdat het huwelijk tussen zijn ouders een morganatisch huwelijk was, werd de erfopvolging van Karel betwist. Niettemin begon hij in september 1552 samen met zijn 12 jaar oudere halfbroer Bernhard IV in naam van zijn vader over het markgraafschap Baden-Durlach te regeren. Op 20 januari 1553 overleed zijn halfbroer echter en twee weken later, op 6 februari, zijn vader. Karel erfde daarop Baden-Durlach, dat toen nog bekend stond onder de naam Baden-Pforzheim.

### De introductie van de Reformatie in 1556
Na het Verdrag van Passau in 1552 introduceerden een aantal seculiere heersers in het zuidwesten van Duitsland de Reformatie in hun gebieden. Zijn vader Ernst had ook plannen om dit te doen, maar besloot het uiteindelijk niet te doen uit schrik voor een potentieel conflict met aartshertog Ferdinand van Oostenrijk, die het rooms-katholieke aartshertogdom Oostenrijk bestuurde, dat ook enkele delen van het markgraafschap Baden-Durlach kon opeisen.
Net zoals zijn neef, markgraaf Filibert van Baden-Baden, ondersteunde Karel II in 1555 in de Rijksdag de Godsdienstvrede van Augsburg, die seculiere keizerlijke vorsten de vrijheid gaf om het lutheranisme in hun gebieden te introduceren. Onder bescherming en op aangeven van hertog Christoffel van Württemberg, introduceerde Karel II op 1 juni 1556 de Reformatie in zijn regeringsgebied door een nieuwe Kerkorde aan te nemen. 
De voorbereiding van de Reformatie en het opstellen van de nieuwe Kerkorde werd toevertrouwd aan een commissie die voorgezeten werd door Martin Achtsynit, de kanselier van het markgraafschap Baden-Durlach. Leden van de commissie waren de theoloog Jakob Andreae uit Tübingen, hofpriester Michael Diller uit Heidelberg en de Saksische theologen Max Morlin en Johann Stossel. Na deze hofpriester en drie theologen werden ook de raadsleden Johann Georg en Renz Sechle tot de commissie toegelaten. Achtsynit werd eveneens de eerste directeur van de Kerkraad en Karel de eerste bisschop van de Evangelische Kerk, waarmee hij de opvolger werd van de bisschoppen van Straatsburg, Spiers en Konstanz, die daarvoor verschillende delen van het markgraafschap Baden-Durlach in handen hadden. Het "interne conflict binnen de protestantse geloofsbelijdenis" was ook een belangrijke taak voor de commissie. Uiteindelijk besliste de commissie wegens politieke redenen om de kerkorde van Württemberg grotendeels over te nemen, die in 1553 door Johannes Brenz werd opgesteld en door Jacob Heerbrand werd uitgegeven. Het hertogdom Württemberg gaf Jacob Heerbrand ook de toestemming om het eerste kerkvisitatie in Baden-Durlach bij te wonen, die in de herfst van 1556 plaatsvond. Ook benoemde Karel de theoloog Simon Sulzer uit Bazel tot de eerste algemeen toezichthouder voor het markgraafschap Baden-Durlach.
Frequente visitaties moesten verzekeren dat enkel lutheraanse priesters actief waren in Baden-Durlach en de kerkorde moest dit naleven. Vele katholieke priesters werden uit hun functie ontzet. Ferdinand van Oostenrijk weigerde echter het recht om de Reformatie in Karels bezittingen in de Breisgau te introduceren aan Karel te geven. Zijn volk gaf hem als bijnaam de Vrome, verwijzend naar de ziel die hij ontwikkelde door de Reformatie in zijn gebieden te introduceren. 
Als resultaat bekeerde de Ernestijnse linie van het huis Baden zich tot het protestantisme kort na de splitsing van het markgraafschap Baden in 1533. Toen de twee delen van het markgraafschap in 1771 herenigd werden onder markgraaf Karel Frederik, had hij de vooruitziendheid en de soevereiniteit om meerdere godsdiensten toe te laten en op te roepen voor tolerantie en aanvaarding.
In 1561 zwoer Karel de Confessio Augustana, de geloofsbelijdenis van de reformatorische beweging, in de protestantse conferentie van Naumburg bijeengeroepen door keurvorst August van Saksen. Net als zijn neef, markgraaf Filibert van Baden-Baden, ondersteunde Karel ook koning Karel IX van Frankrijk in diens strijd tegen de calvinistische hugenoten door buitenlandse troepen te sturen.

### Het prelaten-schandaal
De Reformatie had als gevolg dat er in het markgraafschap Baden-Durlach enkel lutheraanse priesters werden toegelaten. Het patronaatsrecht in het markgraafschap was in vele gevallen echter in handen van katholieke kloosters en religieuze ordes en die moesten dus voortaan betalen voor een lutheraanse priester. Dit veroorzaakte uiteraard verzet. De Godsdienstvrede van Augsburg had duidelijke regels wat er in zulke situaties moest gebeuren. Religieuze instituten kregen de toelating om in protestantse gebieden hun bezittingen te behouden, maar moesten ook betalen voor lutheraanse priesters. Gebaseerd op de territoriale claims van het huis Habsburg op het markgraafschap Baden-Durlach, vonden de prelaten echter dat de verplichte onderhoudskosten niet aan hen toebehoorden. Karel bezette daarop hun landgoederen en gebruikte ze om het onderhoud van de kerken en de pastoors te betalen. Uiteindelijk kwam het na bemiddeling van Johann Ulrich Zasius tot een oplossing: de geconfisqueerde landgoederen keerden terug naar hun vroegere eigenaars op voorwaarde dat Baden-Durlach de fondsen die nodig waren voor het onderhoud van de kerken en de pastoors te betalen mocht behouden. De Oostenrijkse autoriteiten in Innsbruck gingen daar echter niet akkoord mee en de situatie escaleerde. Nadat sommige prelaten aparte akkoorden met Baden-Durlach hadden afgesloten, moesten de onderhandelingen herhaald worden. Dit leidde op 24 april 1561 tot het verdrag van Neuenburg am Rhein, wat eigenlijk hetzelfde resultaat als het vorige akkoord was.

### De residentieverhuizing naar Durlach
In 1565 verhuisde Karel II zijn residentie van Pforzheim naar Durlach. Dit kwam door een dispuut met de stadsburgers van Pforzheim. Waarschijnlijk waren er echter meer rationele redenen voor deze residentieverhuizing: zo lag Durlach meer centraal gelegen in zijn markgraafschap. 
Voor deze verhuizing werd de bestaande jachtslot Karlsburg uitgebreid. Karel II aanschouwde deze werken persoonlijk en betaalde ook zelf de arbeiders, door telkens een schoudertas vol met geld mee te brengen. Zijn bijnaam Karel met de Tas verwijst hiernaar. Ook werd de stad Durlach gerenoveerd. Ook werd er een tuin aan het kasteel toegevoegd en werden verschillende poorten aan de stadswal toegevoegd. In 1571 werd er in Durlach een munthuis opgericht, wat in die tijd gewoonlijk was voor prinselijke residenties.

## Huwelijken en nakomelingen
Op 10 maart 1551 huwde Karel II met Cunigonde van Brandenburg-Kulmbach (1524-1558), dochter van markgraaf Casimir van Brandenburg-Kulmbach. Ze kregen volgende kinderen:
- Maria (1553-1561)
- Albrecht (1555-1574)

Na de dood van zijn eerste vrouw hertrouwde hij op 1 augustus 1558 met Anna van Palts-Veldenz (1540-1586), dochter van paltsgraaf Ruprecht van Palts-Veldenz. Ze kregen volgende kinderen:
- Dorothea Ursula (1559-1583), huwde in 1575 met hertog Lodewijk van Württemberg
- Ernst Frederik (1560-1604), markgraaf van Baden-Durlach
- Jacob III (1562-1590), markgraaf van Baden-Hachberg
- Anna Maria (1565-1573)
- Elisabeth (1570-1611)
- George Frederik (1573-1638), markgraaf van Baden-Durlach

Van zijn zonen bleef enkel George Frederik lutheraans. Ernst Frederik bekeerde zich later tot het calvinisme en Jacob III tot het katholicisme. Omdat George Frederik het langst leefde, erfde hij uiteindelijk het markgraafschap Baden-Durlach en bleef het markgraafschap lutheraans. Na zijn dood in 1577, regeerde zijn weduwe Anna van Palts-Vendenz zeven jaar als regentes, totdat haar zoons meerderjarig waren. 